# Adam Karol Czartoryski
Adam Karol Czartoryski, hiszp. Adán Carlos Jesús María José Czartoryski y de Bórbon-Dos Sicilias (Adam Karol Czartoryski Burbon-Sycylijski) (ur. 2 stycznia 1940, w Sewilli, w Hiszpanii) – książę, syn księcia Augustyna Józefa Czartoryskiego i Marii de los Dolores Burbon, księżniczki Obojga Sycylii, córki Karola Tankreda Burbona-Sycylijskiego.
Adam Karol jest jedynym męskim przedstawicielem starszej linii książąt Czartoryskich (potomków księcia Adama Jerzego), a zarazem – poprzez matkę (i jej siostrę Marię de las Mercedes) – bratem ciotecznym Jana Karola I Burbona, króla Hiszpanii.
Jego związki z Polską zostały zacieśnione, kiedy po Rozmowach w Magdalence i ustaleniach Okrągłego Stołu Muzeum książąt Czartoryskich w Krakowie zostało zwrócone prawowitym właścicielom. Wtedy to, 22 września 1991 r. książę Adam Karol założył Fundację Książąt Czartoryskich, której przekazał zarząd nad tym najstarszym w kraju muzeum i wchodzącą w jego skład Biblioteką Czartoryskich.
Adam Karol ożenił się 25 stycznia 1977 w Londynie z Norą Picciotto, urodzoną 9 września 1942 w Kairze, która pracowała jako konsultant ds. public relations w przemyśle filmowym. W 1986 rozwiódł się z nią. Z małżeństwa tego pochodzi jego jedyna córka Tamara Laura Czartoryska (ur. 1978). Obecnie Adam Karol Czartoryski mieszka w Wielkiej Brytanii. Od 12 grudnia 2000 żoną Adama Karola jest Josette Calil.
Uprawiał karate, od 1982 należy do World Karate Federation i European Karate Union.

## Genealogia
| Praprapradziadkowie               | Adam Kazimierz Czartoryski (1734–1823) ∞ 1761 Izabella Flemming (1746–1835)                       | Aleksander Antoni Sapieha (1773–1812) ∞ 1794 Anna Jadwiga Zamoyska (1772–1859)                    | król Francuzów Ludwik Filip I Burbon (1773–1850) ∞ 1809 Maria Burbon-Sycylijska (1782–1866)       | Ferdynand Sachsen-Coburg (1785–1851) ∞ 1815 Maria Koháry (1797–1862)                              | Józef Krasiński (1765–1816) ∞ 1779 Katarzyna Sztermer (1754–1828)                                 | Adam Krasiński (ok. 1764–1808) ∞ Katarzyna Burska (ur. ok. 1770)                                  | Tadeusz Kieżgajło-Zawisza (ok. 1790–1828) ∞ ok. 1820 Waleria Kieżgajło-Zawisza (ur. ok. 1790)     | Józef Ignacy Kwilecki (1791–1860) ∞ 1825 Aleksandra Sobolewska (1798–1878)                        | król Obojga Sycylii Franciszek I Burbon (1777–1830) ∞ 1802 Maria Izabela Burbon (1789–1848)                        | Karol Ludwik Habsburg (1771–1847) ∞ 1815 Henrietta Nassau-Weilburg (1797–1829)                                     | król Obojga Sycylii Franciszek I Burbon (1777–1830) ∞ 1802 Maria Izabela Burbon 1789–1848)        | Leopold II Habsburg-Lotaryński (1797–1870) ∞ 1833 Maria Burbon-Sycylijska (1814–1898)             | król Francuzów Ludwik Filip I Burbon (1773–1850) ∞ 1809 Maria Burbon-Sycylijska (1782–1866)       | Fryderyk Ludwik Mecklenburg-Schwerin (1778–1819) ∞ 1810 Karolina Ludwika z Saksonii-Weimaru-Eisenach (1786–1816) | król Francuzów Ludwik Filip I Burbon (1773–1850) ∞ 1809 Maria Burbon-Sycylijska (1782–1866)       | król Hiszpanii Ferdynand VII Burbon 1784–1833) ∞ 1829 Maria Krystyna Burbon-Sycylijska (1806–1878) |
| Prapradziadkowie                  | Adam Jerzy Czartoryski (1770–1861) ∞ 1817 Anna Zofia Sapieha (1799–1864)                          | Adam Jerzy Czartoryski (1770–1861) ∞ 1817 Anna Zofia Sapieha (1799–1864)                          | Ludwik Karol Orleański (1814–1896) ∞ 1840 Wiktoria Sachsen-Coburg-Kohary (1822–1867)              | Ludwik Karol Orleański (1814–1896) ∞ 1840 Wiktoria Sachsen-Coburg-Kohary (1822–1867)              | August Krasiński (1797–1851) ∞1819 Joanna Krasińska (1802–1858)                                   | August Krasiński (1797–1851) ∞1819 Joanna Krasińska (1802–1858)                                   | Jan Kazimierz Kieżgajło-Zawisza (1822–1887) ∞ 1852 Maria Kwilecka (1830–1910)                     | Jan Kazimierz Kieżgajło-Zawisza (1822–1887) ∞ 1852 Maria Kwilecka (1830–1910)                     | król Obojga Sycylii Ferdynand II Burbon-Sycylijski (1810–1859) ∞ 1837 Maria Teresa Habsburg-Lotaryńska (1816–1867) | król Obojga Sycylii Ferdynand II Burbon-Sycylijski (1810–1859) ∞ 1837 Maria Teresa Habsburg-Lotaryńska (1816–1867) | Franciszek Burbon-Sycylijski (1827–1892) ∞ 1850 Maria Izabella Habsburg (1834–1901)               | Franciszek Burbon-Sycylijski (1827–1892) ∞ 1850 Maria Izabella Habsburg (1834–1901)               | Ferdynand Filip Burbon-Orleański (1810–1842) ∞ 1837 Helena Luiza Mecklenburg-Schwerin (1814–1858) | Ferdynand Filip Burbon-Orleański (1810–1842) ∞ 1837 Helena Luiza Mecklenburg-Schwerin (1814–1858)                | Antoni Burbon-Orleański (1824–1890) ∞ 1846 Ludwika Ferdynanda Burbon (1832–1897)                  | Antoni Burbon-Orleański (1824–1890) ∞ 1846 Ludwika Ferdynanda Burbon (1832–1897)                   |
| Pradziadkowie                     | Władysław Czartoryski (1828–1894) ∞ 1872 Małgorzata Adelajda Burbon-Orleańska (1846–1893)         | Władysław Czartoryski (1828–1894) ∞ 1872 Małgorzata Adelajda Burbon-Orleańska (1846–1893)         | Władysław Czartoryski (1828–1894) ∞ 1872 Małgorzata Adelajda Burbon-Orleańska (1846–1893)         | Władysław Czartoryski (1828–1894) ∞ 1872 Małgorzata Adelajda Burbon-Orleańska (1846–1893)         | Ludwik Józef Krasiński (1833–1895) ∞1882 Magdalena Zawisza-Kierżgajło (1861–1946)                 | Ludwik Józef Krasiński (1833–1895) ∞1882 Magdalena Zawisza-Kierżgajło (1861–1946)                 | Ludwik Józef Krasiński (1833–1895) ∞1882 Magdalena Zawisza-Kierżgajło (1861–1946)                 | Ludwik Józef Krasiński (1833–1895) ∞1882 Magdalena Zawisza-Kierżgajło (1861–1946)                 | Alfons Burbon-Sycylijski (1841–1934) ∞ 1868 Maria Antonietta Burbon-Sycylijska (1851–1918)                         | Alfons Burbon-Sycylijski (1841–1934) ∞ 1868 Maria Antonietta Burbon-Sycylijska (1851–1918)                         | Alfons Burbon-Sycylijski (1841–1934) ∞ 1868 Maria Antonietta Burbon-Sycylijska (1851–1918)        | Alfons Burbon-Sycylijski (1841–1934) ∞ 1868 Maria Antonietta Burbon-Sycylijska (1851–1918)        | Ludwik Filip Burbon-Orleański (1838–1894) ∞ 1864 Maria Izabela Orleańska (1848–1919)              | Ludwik Filip Burbon-Orleański (1838–1894) ∞ 1864 Maria Izabela Orleańska (1848–1919)                             | Ludwik Filip Burbon-Orleański (1838–1894) ∞ 1864 Maria Izabela Orleańska (1848–1919)              | Ludwik Filip Burbon-Orleański (1838–1894) ∞ 1864 Maria Izabela Orleańska (1848–1919)               |
| Dziadkowie                        | Adam Ludwik Czartoryski (1872–1937) ∞ 1901 Maria Ludwika Krasińska (1883–1958)                    | Adam Ludwik Czartoryski (1872–1937) ∞ 1901 Maria Ludwika Krasińska (1883–1958)                    | Adam Ludwik Czartoryski (1872–1937) ∞ 1901 Maria Ludwika Krasińska (1883–1958)                    | Adam Ludwik Czartoryski (1872–1937) ∞ 1901 Maria Ludwika Krasińska (1883–1958)                    | Adam Ludwik Czartoryski (1872–1937) ∞ 1901 Maria Ludwika Krasińska (1883–1958)                    | Adam Ludwik Czartoryski (1872–1937) ∞ 1901 Maria Ludwika Krasińska (1883–1958)                    | Adam Ludwik Czartoryski (1872–1937) ∞ 1901 Maria Ludwika Krasińska (1883–1958)                    | Adam Ludwik Czartoryski (1872–1937) ∞ 1901 Maria Ludwika Krasińska (1883–1958)                    | Karol Tankred Burbon-Sycylijski (1870–1949) ∞ 1907 Ludwika Orleańska (1882–1958)                                   | Karol Tankred Burbon-Sycylijski (1870–1949) ∞ 1907 Ludwika Orleańska (1882–1958)                                   | Karol Tankred Burbon-Sycylijski (1870–1949) ∞ 1907 Ludwika Orleańska (1882–1958)                  | Karol Tankred Burbon-Sycylijski (1870–1949) ∞ 1907 Ludwika Orleańska (1882–1958)                  | Karol Tankred Burbon-Sycylijski (1870–1949) ∞ 1907 Ludwika Orleańska (1882–1958)                  | Karol Tankred Burbon-Sycylijski (1870–1949) ∞ 1907 Ludwika Orleańska (1882–1958)                                 | Karol Tankred Burbon-Sycylijski (1870–1949) ∞ 1907 Ludwika Orleańska (1882–1958)                  | Karol Tankred Burbon-Sycylijski (1870–1949) ∞ 1907 Ludwika Orleańska (1882–1958)                   |
| Rodzice                           | Augustyn Józef Czartoryski (1907–1946)) ∞ 1937 Maria de los Dolores Burbon-Sycylijska (1909–1996) | Augustyn Józef Czartoryski (1907–1946)) ∞ 1937 Maria de los Dolores Burbon-Sycylijska (1909–1996) | Augustyn Józef Czartoryski (1907–1946)) ∞ 1937 Maria de los Dolores Burbon-Sycylijska (1909–1996) | Augustyn Józef Czartoryski (1907–1946)) ∞ 1937 Maria de los Dolores Burbon-Sycylijska (1909–1996) | Augustyn Józef Czartoryski (1907–1946)) ∞ 1937 Maria de los Dolores Burbon-Sycylijska (1909–1996) | Augustyn Józef Czartoryski (1907–1946)) ∞ 1937 Maria de los Dolores Burbon-Sycylijska (1909–1996) | Augustyn Józef Czartoryski (1907–1946)) ∞ 1937 Maria de los Dolores Burbon-Sycylijska (1909–1996) | Augustyn Józef Czartoryski (1907–1946)) ∞ 1937 Maria de los Dolores Burbon-Sycylijska (1909–1996) | Augustyn Józef Czartoryski (1907–1946)) ∞ 1937 Maria de los Dolores Burbon-Sycylijska (1909–1996)                  | Augustyn Józef Czartoryski (1907–1946)) ∞ 1937 Maria de los Dolores Burbon-Sycylijska (1909–1996)                  | Augustyn Józef Czartoryski (1907–1946)) ∞ 1937 Maria de los Dolores Burbon-Sycylijska (1909–1996) | Augustyn Józef Czartoryski (1907–1946)) ∞ 1937 Maria de los Dolores Burbon-Sycylijska (1909–1996) | Augustyn Józef Czartoryski (1907–1946)) ∞ 1937 Maria de los Dolores Burbon-Sycylijska (1909–1996) | Augustyn Józef Czartoryski (1907–1946)) ∞ 1937 Maria de los Dolores Burbon-Sycylijska (1909–1996)                | Augustyn Józef Czartoryski (1907–1946)) ∞ 1937 Maria de los Dolores Burbon-Sycylijska (1909–1996) | Augustyn Józef Czartoryski (1907–1946)) ∞ 1937 Maria de los Dolores Burbon-Sycylijska (1909–1996)  |
| Adam Karol Czartoryski (ur. 1940) |                                                                                                   |                                                                                                   |                                                                                                   |                                                                                                   |                                                                                                   |                                                                                                   |                                                                                                   |                                                                                                   | | |                                                                                                   |                                                                                                   |                                                                                                   | |                                                                                                   | |

### Patrylinealna linia pokrewieństwa
1. Erdiwił (wzm. 1219) (?)
2. Skirmunt (?)
3. Trojden (zm. 1282), wielki książę litewski (?)
4. Butywid (?)
5. Giedymin (ok. 1275–1341), wielki książę litewski
6. Koriat Michał Giedyminowicz (ok. 1306–ok. 1365), książę nowogródzki
7. Konstanty Koriatowicz Czartoryski, od Czartoryska na Wołyniu, którego był księciem; brat stryjeczny króla Władysława II Jagiełły
8. Wasyl Konstantynowicz (Czartoryski)
9. Michał Wasylewicz Czartoryski
10. Fiodor Michałowicz Czartoryski
11. Iwan Federowicz Czartoryski
12. Jerzy (Jurij) Czartoryski
13. Mikołaj Jerzy Czartoryski
14. Michał Jerzy Czartoryski
15. Kazimierz Czartoryski
16. August Aleksander Czartoryski
17. Adam Kazimierz Czartoryski
18. Adam Jerzy Czartoryski
19. Władysław Czartoryski
20. Adam Ludwik Czartoryski
21. Augustyn Józef Czartoryski

Adam Karol Czartoryski
Adam Karol Czartoryski jest w 17. pokoleniu po mieczu potomkiem wielkiego księcia Giedymina i dalej, przyjmując jego hipotetyczne pochodzenie, w 19. pokoleniu po mieczu potomkiem wielkiego księcia Trojdena, za którego ojca historycy uważają Erdiwiła, władcę południowożmudzkiego z Ejragoły.
Z linii wynika bezpośrednie pokrewieństwo Czartoryskich z dynastią Giedyminowiczów, czyniąc z nich jedną z jej gałęzi. Inną linią Giedyminowiczów i krewnymi Czartoryskich byli Jagiellonowie, panujący w Polsce, na Litwie, w Czechach oraz na Węgrzech. Od swoich patrylinealnych przodków-władców litewskich Czartoryscy wywodzą herb Czartoryski, odmianę herbu Pogoń, który jest także herbem Litwy oraz tytuł książęcy (kniaziowski), który nie wynika w ich wypadku z nadania jakiegoś władcy, lecz z racji pochodzenia od niego w linii męskiej.